# Patyczak peruwiański
Patyczak peruwiański (Oreophoetes peruana) – gatunek owada z rzędu straszyków i rodziny Diapheromeridae.

## Taksonomia
Gatunek ten opisany został w 1868 roku przez Henriego de Saussure jako Bacteria peruana. Po rewizji rodzaju z 2002 roku należą do niego dwa podgatunki:
- Oreophoetes peruana peruana (Saussure, 1868)
- Oreophoetes peruana nigripes (Scudder, 1875)

## Opis
Jest to nieduży straszyk o ciele długości od 52 do 64 mm (wg innych źródeł 6–8 cm). Samiec smuklejszy od samicy. Głowa ma kształt zaokrąglonego prostokąta, płaskie ciemię i małe, półkuliste oczy. Uda przednich odnóży są proste i krótsze od ich goleni. Podgatunek nominatywny (O. p. peruana) ma cztery czarne kropki na głowie, a tułów i odwłok czarne z czerwonymi, pomarańczowymi lub żółtymi podłużnymi pasami. Podgatunek O. p. nigripes ma ciało czarne z żółtymi: całą głową i przedpleczem, przodem i tyłem śródplecza i zaplecza oraz trzema ostatnimi segmentami odwłoka. Odnóża u tego podgatunku są czarne z żółtawoczarnymi stopami. Pomiędzy podgatunkami występują też niewielkie różnice w genitaliach samców.
Jaja opisano tylko u podgatunku nominatywnego. Są jasnobrązowe do rudobrązowych z ciemniejszymi kropkami. Kształt mają prawie okrągły w widoku bocznym i zaokrąglenie rombowaty w przekroju poprzecznym. Wieczko jest podługowato-owalne z grupką szczecin pośrodku. Płytka mikropilowa jest wydłużona i sięga wieczka, natomiast linia środkowa jest krótka.

### Mechanizm obronny
W przedtułowiu tych larw, jak i dorosłych znajdują się gruczoły obronne, uchodzące tuż za głową. Podrażnione patyczaki wydzielają ich produkty w postaci białych kropli lub, rzadziej, rozpylają ją. Niezdolne są do jej wydzielania jedynie w trakcie wylinki, lecz zdolność ta powraca już w kilka minut po niej. Jest to możliwe dzięki temu, że oskórek gruczołów nie jest z nich usuwany w całości i znajdująca się w nich wydzielina nie jest tracona razem z nim.
Jedynym składnikiem lotnym produktu gruczołów jest chinolina. Substancja ta działa drażniąco i chroni patyczaki przed atakami mrówek, karaczanów, pająków i płazów bezogonowych. Patyczaki peruwiańskie są jedynymi znanymi zwierzętami wytwarzającymi chinolinę.

## Rozprzestrzenienie
Owad neotropikalny, zasiedlający górzyste rejony Peru i Ekwadoru.

## Hodowla
Podgatunek O. p. peruana jest popularnym owadem terrarystycznym, hodowanym od 1984 roku. Owady w hodowlach pochodzą z populacji zamieszkującej dolinę Rio Shilcayo. W warunkach hodowlanych żywi się paprociami. Rozmnaża się płciowo, jak i partenogenetycznie. Zdarzają się też gynandromorfy. Zaleca się temperaturę 15–22 °C, wilgotność 70–85% i terrarium o wymiarach 30×30×30 cm dla 6 osobników. Jaja klują się po 2–3 miesiącach, larwy przechodzą ostatnią wylinkę po 3–4 miesiącach, a imago żyją do 10 miesięcy.

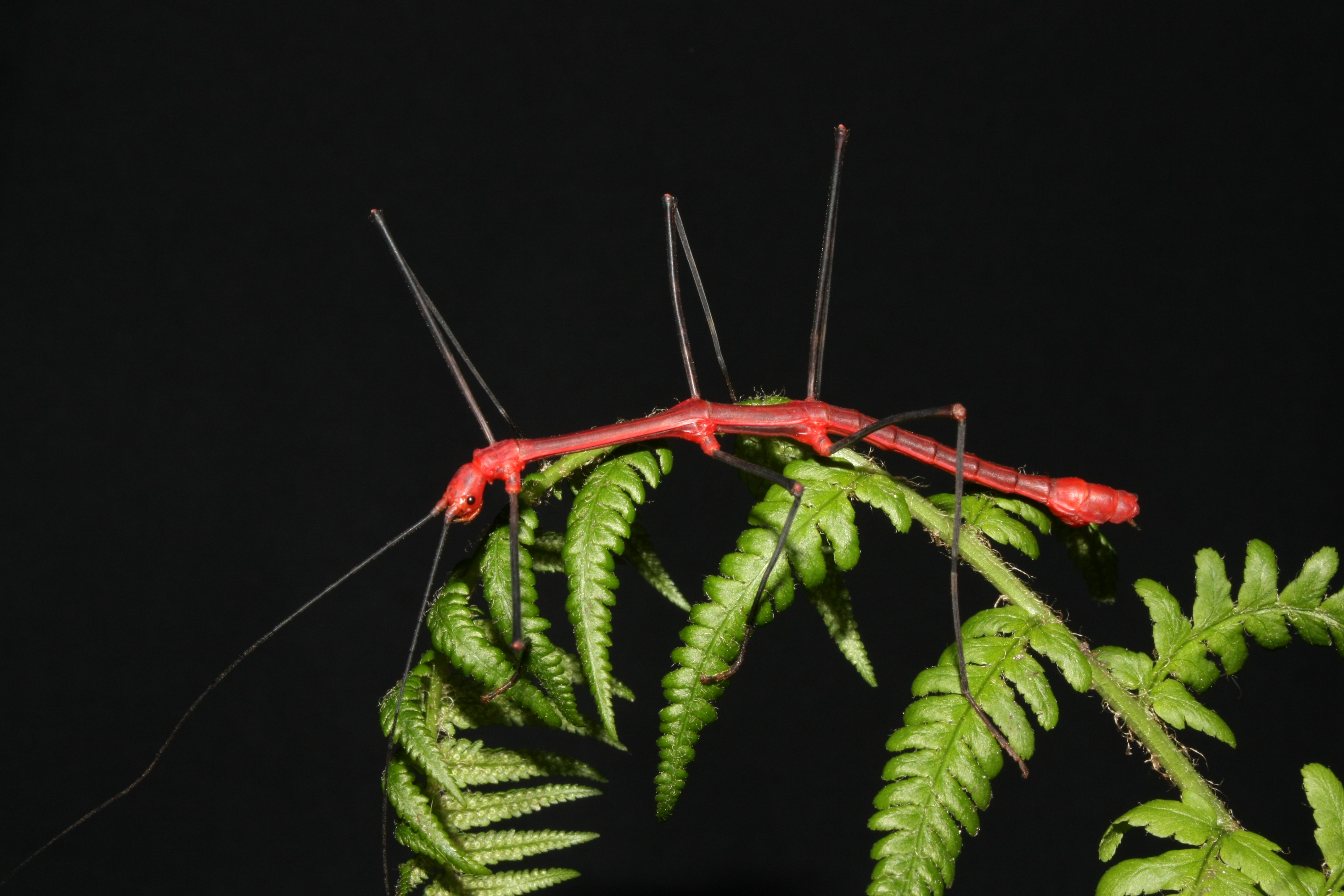
Samiec
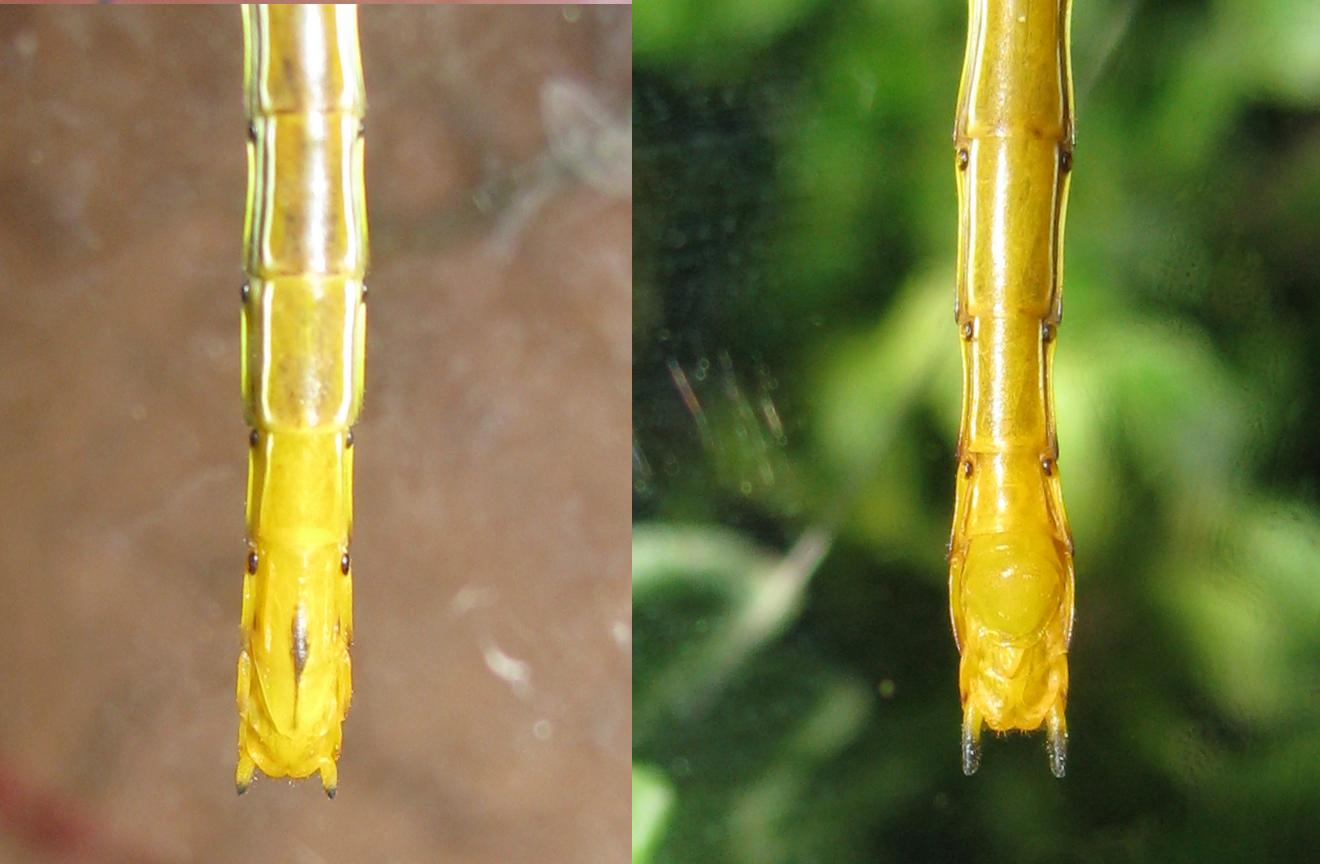
Spód odwłoka u larwy: po lewej samica, po prawej samiec
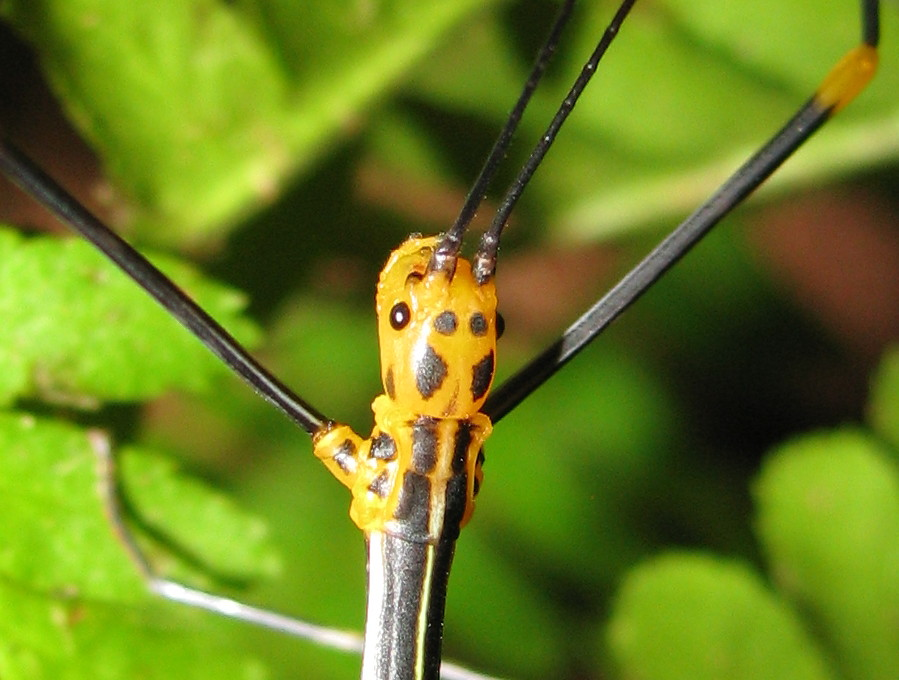
Zbliżenie na głowę – charakterystyczne dla podgatunku nominatywnego 4 czarne kropki
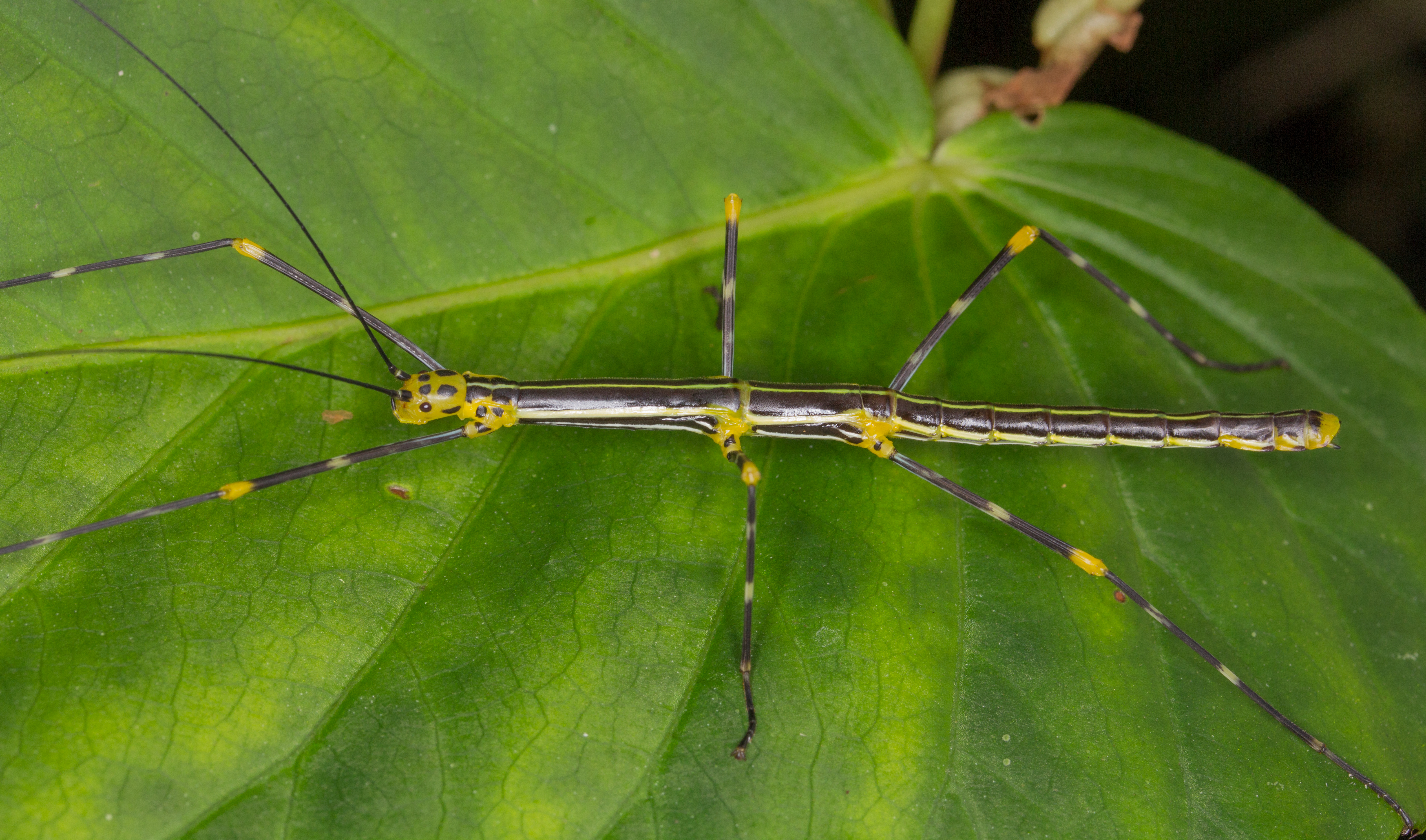
O. p. peruana
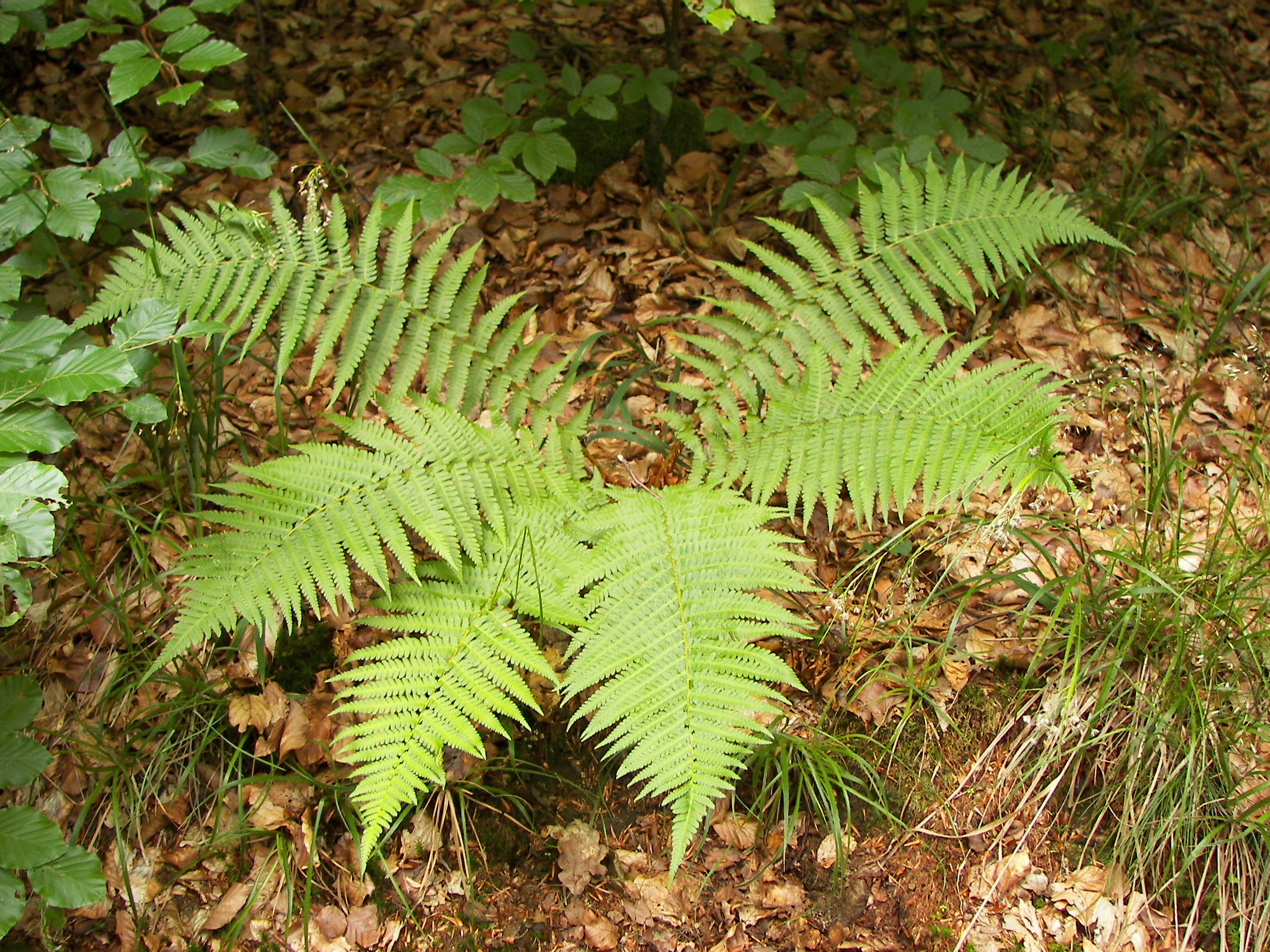
Nerecznica samcza – paproć wykorzystywana w hodowlach gatunku jako roślina karmowa